# Черкасовка (Хмельницкая область)
Черкасовка (укр. Черкасівка) — село в Виньковецком районе Хмельницкой области Украины.
Население по переписи 2001 года составляло 75 человек. Почтовый индекс — 32516. Телефонный код — 3846. Занимает площадь 0,544 км². Код КОАТУУ — 6820687003.

## Местный совет
32516, Хмельницкая область, Виньковецкий район, село Покутинцы, телефон 2-85-58.